# Gauliga Ostpreußen 1936/37
Die Gauliga Ostpreußen 1936/37 war die vierte Spielzeit der Gauliga Ostpreußen des Deutschen Fußball-Bundes. Zum zweiten Mal gewann der Standort-SV Hindenburg Allenstein die Meisterschaft. Diese Saison setzte sich der Militärsportverein gegen den ebenfalls als Militärsportverein fungierenden MSV Yorck Boyen Insterburg in zwei Spielen durch und qualifizierte sich somit für die deutsche Fußballmeisterschaft 1936/37. Bei dieser erreichte Allenstein Platz 3 der Gruppe A hinter dem Hamburger SV und BC Hartha und vor dem Beuthener SuSV 09.

## Modus
Erneut fand der Spielbetrieb zunächst in den vier zweitklassigen Bezirksklassen mit je sieben teilnehmenden Vereinen statt. Die jeweils zwei besten Vereine qualifizierten sich dann für die eigentliche Gauliga, die in zwei Abteilungen mit je vier Mannschaften ausgespielt wurde. Die beiden Gruppensieger trafen dann in zwei Finalspielen aufeinander, um den Gaumeister zu ermitteln.
| Bezirksliga                   | Bezirksmeister                    | Bezirksvizemeister |
| ----------------------------- | --------------------------------- | ------------------ |
| Bezirk I Königsberg           | SV Rasensport-Preußen Königsberg  | VfB Königsberg     |
| Bezirk II Gumbinnen           | MSV Yorck Boyen Insterburg        | SV Goldap          |
| Bezirk III Allenstein         | Standort-SV Hindenburg Allenstein | SVgg Masovia Lyck  |
| Bezirk IV Danzig-Marienwerder | SC Preußen Danzig                 | SC Gedania Danzig  |

## Bezirksklassen
Aus den Bezirksklassen qualifizierten sich jeweils die beiden besten Mannschaften für die diesjährige Gauliga.

### Bezirk I Königsberg
| Pl. | Verein                           | Sp. | S  | U | N  | Tore    | Quote | Punkte |
| --- | -------------------------------- | --- | -- | - | -- | ------- | ----- | ------ |
| 1.  | SV Rasensport-Preußen Königsberg | 12  | 11 | 0 | 1  | 054:150 | 3,60  | 22:20  |
| 2.  | VfB Königsberg                   | 12  | 10 | 0 | 2  | 034:160 | 2,13  | 20:40  |
| 3.  | SV Prussia-Samland Königsberg    | 12  | 7  | 0 | 5  | 034:230 | 1,48  | 14:10  |
| 4.  | Concordia Königsberg (N)         | 12  | 5  | 2 | 5  | 023:240 | 0,96  | 12:12  |
| 5.  | SpVgg ASCO Königsberg            | 12  | 2  | 3 | 7  | 015:340 | 0,44  | 07:17  |
| 6.  | Königsberger STV                 | 12  | 2  | 2 | 8  | 019:320 | 0,59  | 06:18  |
| 7.  | RSV Heiligenbeil                 | 12  | 1  | 1 | 10 | 017:520 | 0,33  | 03:21  |

| (N) | Aufsteiger aus den Kreisklassen |

### Bezirk II Gumbinnen
| Pl. | Verein                     | Sp. | S  | U | N  | Tore    | Quote | Punkte |
| --- | -------------------------- | --- | -- | - | -- | ------- | ----- | ------ |
| 1.  | MSV Yorck Boyen Insterburg | 12  | 10 | 2 | 0  | 056:100 | 5,60  | 22:20  |
| 2.  | SV Goldap (N)              | 12  | 8  | 2 | 2  | 028:220 | 1,27  | 18:60  |
| 3.  | MSV von der Goltz Tilsit   | 12  | 6  | 3 | 3  | 033:260 | 1,27  | 15:90  |
| 4.  | FC Preußen Gumbinnen       | 12  | 5  | 2 | 5  | 037:280 | 1,32  | 12:12  |
| 5.  | Tilsiter SC                | 12  | 2  | 3 | 7  | 020:310 | 0,65  | 07:17  |
| 6.  | VfB Tilsit                 | 12  | 2  | 3 | 7  | 023:400 | 0,58  | 07:17  |
| 7.  | SC Preußen Insterburg      | 12  | 1  | 1 | 10 | 021:610 | 0,34  | 03:21  |

| (N) | Aufsteiger aus den Kreisklassen |

### Bezirk III Allenstein
Der RSV Ortelsburg entging dem Abstieg, da die zweite Mannschaft von Ortelsburg zur kommenden Spielezeit in diese Bezirksklasse aufgestiegen wäre.
| Pl. | Verein                                | Sp. | S  | U | N | Tore    | Quote | Punkte |
| --- | ------------------------------------- | --- | -- | - | - | ------- | ----- | ------ |
| 1.  | Standort-SV Hindenburg Allenstein (M) | 12  | 10 | 2 | 0 | 043:600 | 7,17  | 22:20  |
| 2.  | SVgg Masovia Lyck                     | 12  | 6  | 1 | 5 | 024:260 | 0,92  | 13:11  |
| 3.  | Rastenburger SV 08                    | 12  | 4  | 4 | 4 | 023:210 | 1,10  | 12:12  |
| 4.  | VfB Osterode                          | 12  | 5  | 2 | 5 | 024:220 | 1,09  | 12:12  |
| 5.  | SV Viktoria Allenstein                | 12  | 4  | 2 | 6 | 025:400 | 0,63  | 10:14  |
| 6.  | SV Allenstein                         | 12  | 4  | 0 | 8 | 021:320 | 0,66  | 08:16  |
| 7.  | RSV Ortelsburg                        | 12  | 3  | 1 | 8 | 013:260 | 0,50  | 07:17  |

| (M) | Titelverteidiger |

### Bezirk IV Danzig-Marienwerder
Der VfR Hansa Elbing entging dem Abstieg, da die zweite Mannschaft von Elbing zur kommenden Spielezeit in diese Bezirksklasse aufgestiegen wäre.
| Pl. | Verein               | Sp. | S | U | N  | Tore    | Quote | Punkte |
| --- | -------------------- | --- | - | - | -- | ------- | ----- | ------ |
| 1.  | SC Preußen Danzig    | 12  | 9 | 3 | 0  | 037:800 | 4,63  | 21:30  |
| 2.  | SC Gedania Danzig    | 12  | 7 | 2 | 3  | 042:160 | 2,63  | 16:80  |
| 3.  | BuEV Danzig          | 12  | 6 | 4 | 2  | 030:130 | 2,31  | 16:80  |
| 4.  | SV Viktoria Elbing   | 12  | 5 | 2 | 5  | 026:260 | 1,00  | 12:12  |
| 5.  | SV Neufahrwasser     | 12  | 4 | 1 | 7  | 012:310 | 0,39  | 09:15  |
| 6.  | Polizei-SV Danzig    | 12  | 2 | 2 | 8  | 015:330 | 0,45  | 06:18  |
| 7.  | VfR Hansa Elbing (N) | 12  | 1 | 0 | 11 | 012:470 | 0,26  | 02:22  |

| (N) | Aufsteiger aus den Kreisklassen |

## Gauliga

### Abteilung A
Kreuztabelle
| 1936/37                    | MSV Yorck Boyen Insterburg | VfB Königsberg | SVgg Masovia Lyck | SC Preußen Danzig |
| -------------------------- | -------------------------- | -------------- | ----------------- | ----------------- |
| MSV Yorck Boyen Insterburg |                            | 4:1            | 9:1               | 10:0              |
| VfB Königsberg             | 7:1                        |                | 2:3               | 4:3               |
| SVgg Masovia Lyck          | 1:4                        | 1:1            |                   | 5:3               |
| SC Preußen Danzig          | 0:1                        | 0:0+ a         | 1:6               |                   |

Abschlusstabelle
| Pl. | Verein                                                                   | Sp. | S | U | N | Tore    | Quote | Punkte |
| --- | ------------------------------------------------------------------------ | --- | - | - | - | ------- | ----- | ------ |
| 1.  | MSV Yorck Boyen Insterburg (Erstplatzierter Bezirksklasse II Gumbinnen)  | 6   | 5 | 0 | 1 | 029:100 | 2,90  | 10:20  |
| 2.  | VfB Königsberg (Zweitplatzierter Bezirksklasse I Königsberg)             | 6   | 3 | 1 | 2 | 015:120 | 1,25  | 07:50  |
| 3.  | Sportvgg. Masovia Lyck (Zweitplatzierter Bezirksklasse III Allenstein)   | 6   | 3 | 1 | 2 | 017:200 | 0,85  | 07:50  |
| 4.  | SC Preußen Danzig (Erstplatzierter Bezirksklasse IV Danzig-Marienwerder) | 6   | 0 | 0 | 6 | 007:260 | 0,27  | 0:12   |

### Abteilung B
Kreuztabelle
| 1936/37                           | Standort-SV Hindenburg Allenstein | SV Rasensport-Preußen Königsberg | SC Gedania Danzig | SV Goldap |
| --------------------------------- | --------------------------------- | -------------------------------- | ----------------- | --------- |
| Standort-SV Hindenburg Allenstein |                                   | 2:0                              | 0:2               | 7:0       |
| SV Rasensport-Preußen Königsberg  | 1:7                               |                                  | 3:1               | 3:1       |
| SC Gedania Danzig                 | 1:4                               | 1:6                              |                   | 5:2       |
| SV Goldap                         | 1:9                               | 1:2                              | 3:4               |           |

Abschlusstabelle
| Pl. | Verein                                                                        | Sp. | S | U | N | Tore    | Quote | Punkte |
| --- | ----------------------------------------------------------------------------- | --- | - | - | - | ------- | ----- | ------ |
| 1.  | SV Hindenburg Allenstein (M) (Erstplatzierter Bezirksklasse III Allenstein)   | 6   | 5 | 0 | 1 | 029:500 | 5,80  | 10:20  |
| 2.  | SV Rasensport-Preußen Königsberg (Erstplatzierter Bezirksklasse I Königsberg) | 6   | 4 | 0 | 2 | 015:130 | 1,15  | 08:40  |
| 3.  | KS Gedania Danzig (Zweitplatzierter Bezirksklasse IV Danzig-Marienwerder)     | 6   | 3 | 0 | 3 | 014:180 | 0,78  | 06:60  |
| 4.  | SV Goldap (Zweitplatzierter Bezirksklasse II Gumbinnen)                       | 6   | 0 | 0 | 6 | 008:300 | 0,27  | 0:12   |

## Finalspiele Gaumeisterschaft

### Hinspiel
| MSV Yorck Boyen Insterburg                        | MSV Yorck Boyen Insterburg | Standort-SV Hindenburg Allenstein | Standort-SV Hindenburg Allenstein |
| ------------------------------------------------- | --- | --- | --------------------------------- |
| MSV Yorck Boyen Insterburg                        | \| 7. März 1937 in Insterburg (Insterburger Stadion) \| \| Ergebnis: 0:0 \| \| Zuschauer: 2.000 \| \| Schiedsrichter: Muntau (Königsberg) \| | \| 7. März 1937 in Insterburg (Insterburger Stadion) \| \| Ergebnis: 0:0 \| \| Zuschauer: 2.000 \| \| Schiedsrichter: Muntau (Königsberg) \|                              | Standort-SV Hindenburg Allenstein |
| MSV Yorck Boyen Insterburg                        | Wilhelm Turkowski – Kurt Acthun, Linden – Bernhard Furche, Gustav Klemens, Albert Matteit – Wandrei, Dhonau, Klein, Täger, Domnick           | Paul Glowka – Hermann Makuschwitz, Arthur Janz – Erwin Westphal, Willi Heidinger, Hans Majewski – Hans Lützow, Erich Goede, Erich Michalczyk, Hans Blume, Walter Kopitzke | Standort-SV Hindenburg Allenstein |
| 7. März 1937 in Insterburg (Insterburger Stadion) | | |                                   |
| Ergebnis: 0:0                                     | | |                                   |
| Zuschauer: 2.000                                  | | |                                   |
| Schiedsrichter: Muntau (Königsberg)               | | |                                   |

### Rückspiel
| Standort-SV Hindenburg Allenstein                  | Standort-SV Hindenburg Allenstein | MSV Yorck Boyen Insterburg | MSV Yorck Boyen Insterburg |
| -------------------------------------------------- | --- | --- | -------------------------- |
| Standort-SV Hindenburg Allenstein                  | \| 21. März 1937 in Allenstein (Garnisons-Sportplatz) \| \| Ergebnis: 7:0 \| \| Zuschauer: 3.500 \| \| Schiedsrichter: Brust (Königsberg) \|    | \| 21. März 1937 in Allenstein (Garnisons-Sportplatz) \| \| Ergebnis: 7:0 \| \| Zuschauer: 3.500 \| \| Schiedsrichter: Brust (Königsberg) \| | MSV Yorck Boyen Insterburg |
| Standort-SV Hindenburg Allenstein                  | 1:0 Westphal (2.) 2:0 Kieselnicki (15.) 3:0 Kieselnicki (??.) 4:0 Kopitzke (??.) 5:0 Kieselnicki (??.) 6:0 Kopitzke (??.) 7:0 Kieselnicki (??.) | | MSV Yorck Boyen Insterburg |
| 21. März 1937 in Allenstein (Garnisons-Sportplatz) | | |                            |
| Ergebnis: 7:0                                      | | |                            |
| Zuschauer: 3.500                                   | | |                            |
| Schiedsrichter: Brust (Königsberg)                 | | |                            |